# Stop!
Stop! è un singolo del gruppo musicale statunitense Jane's Addiction del 1990.
La canzone raggiunse la prima posizione nella classifica Billboard Modern Rock Tracks. Inoltre venne inserita nella colonna sonora del film Terapia d'urto del 2003.

## Video musicale
La canzone ha anche un video musicale ufficiale che ad oggi (dicembre 2023) ha raggiunto oltre 5.800.000 di visualizzazioni su YouTube e mostra immagini prese da un concerto del gruppo a fine 1989.

## Classifiche
| Classifica (1990)                      | Posizione massima |
| -------------------------------------- | ----------------- |
| U.S. Billboard Modern Rock Tracks      | 1                 |
| U.S. Billboard Hot Dance Singles Sales | 25                |

## Formazione
- Perry Farrell - voce
- Dave Navarro - chitarra elettrica
- Eric Avery - basso
- Stephen Perkins - batteria, percussioni